# گرجی‌وان
گرجی‌وان (به ترکی آذربایجانی: Gürcüvan) یک منطقهٔ مسکونی در جمهوری آذربایجان است که در شهرستان آغ‌سو واقع شده‌است. گرجی‌وان ۳۰۰ نفر جمعیت دارد.